# Donatella Mungo
Donatella Mungo (Catanzaro, 25 aprile 1966) è una politica italiana.

## Biografia
Originaria di Reggio Calabria, nel 1984 si trasferisce in Emilia-Romagna, dove nel 1991 si laurea in giurisprudenza e dove prosegue gli studi fino al 1993, specializzandosi sul debito pubblico. Dopo un'esperienza da operaia, dal 1994 al 1996 lavora ad un progetto europeo sui diritti dei consumatori e dal 1997 al 2003 collabora con il gruppo regionale di Rifondazione Comunista in Emilia-Romagna.
Iscrittasi al PRC nel 1997, dal 1999 al 2002 è stata tra i dirigenti della segreteria di Rifondazione ad Imola, federazione di cui è poi segretaria dal 2002 al 2005. Eletta nel 2005 segretaria regionale del PRC in Emilia-Romagna, alle elezioni politiche del 2006 ottiene un seggio alla Camera dei deputati.
Nel 2008, in occasione delle elezioni politiche, non è rieletta in Parlamento a causa del mancato raggiungimento dello sbarramento elettorale della Sinistra Arcobaleno.
Nell'aprile 2008, viene nominata Assessore del Comune di Imola, con deleghe al Bilancio, ai Tributi, al Personale, all'Organizzazione, ai Servizi alla Cittadinanza e alle Pari Opportunità, resta in carica fino alla primavera 2013.